# Straat Madura
De Straat Madura (Indonesisch: Selat Madura, historisch: Straat Madoera) is de smalle strook water die de Indonesische eilanden Java en Madura scheidt.
Er liggen kleine eilanden in: Kambing, Gili Radja, Gili Genteng en Ketapang.

## Langste brug
De Suramadubrug (Jembatan Suramadu of de Surabaya-Madurabrug) is gebouwd tussen Surabaya op Java en Bangkalan op Madura. Het is een tuibrug. Met zijn lengte van 5,4 kilometer is het de langste brug van Indonesië. De bouw startte op 20 augustus 2003 en lag tijdelijk stil tussen eind 2004 en november 2005 vanwege een tekort aan financiële middelen. Oplevering was gepland in 2008; de brug is in juni 2009 opengesteld voor het publiek. De totale kosten van het project, inclusief de erheen leidende wegen, werd geraamd op 3 biljoen rupiah (circa 320 miljoen Amerikaanse dollar ofwel circa 240 miljoen euro).